# Dep (fiume)
Il Dep (in russo Деп?) è un fiume della Siberia Orientale, affluente di sinistra della Zeja (bacino idrografico dell'Amur). Scorre nell'Oblast' dell'Amur, in Russia.

## Descrizione
Il fiume Dep proviene dal lago Ogoron (озеро Огорон); nel corso superiore è un fiume di montagna, nel corso inferiore, il fiume scorre attraverso la pianura, in luoghi paludosi. Sfocia nel fiume Zeya, a 485 km dalla sua foce. Il fiume gela da metà ottobre sino all'inizio di maggio.
Ci sono depositi alluvionali d'oro nel suo bacino.